# Athletikós Naftikós Ómilos Glyfádas
Plantilla:Fva
L'Athletikós Naftikós Ómilos Glyfádas, (en grec: Αθλητικός Ναυτικός Όμιλος Γλυφάδας, en català: Club nàutic Athletic Glifada), és un club poliesportiu grec amb seu a Glifada, al sud de la ciutat d'Atenes.
L'ANOG és el resultat de la fusió el 1967 de dos clubs esportius de Glifada: Athletikos Omilos Glyphadas (AOG) creat el 1946 (amb seccions d'atletisme, bàsquet, natació, voleibol i waterpolo) i el Naftikos Athletikos Omilos Glyphadas (NAOG) fundat el 1956.
Les actuals seccions són natació, waterpolo masculí, waterpolo femení, vela i tennis. La secció de bàsquet es va unir el 2003 amb l'equip Esperides.

## Palmarès waterpolo masculí
- Lliga grega: 
  - Campions (4): 1986, 1987, 1989, 1990
- Copa grega
  - Campions (3): 1986, 1987, 1989

## Palmarès waterpolo femení
- Copa de Campiones
  - Campiones (2): 2000, 2003
  - Finalistes (2): 2001, 2004
- Copa LEN
  - Finalistes (1): 2006
- Lliga grega: 
  - Campiones (8): 1989, 1996, 1999, 2000, 2001, 2002, 2004, 2008

## Palmarès bàsquet femení
- Copa grega
  - Campiones (2): 2000, 2003